# Walani
Walani es una ciudad censal situada en el distrito de Nagpur en el estado de Maharashtra (India). Su población es de 9393 habitantes (2011). Se encuentra a orillas del río Kanhan, a 34 km de Nagpur.

## Demografía
Según el censo de 2011 la población de Walani era de 9393 habitantes, de los cuales 4949 eran hombres y 4454 eran mujeres. Walani tiene una tasa media de alfabetización del 87,07%, superior a la media estatal del 82,34%: la alfabetización masculina es del 91,75%, y la alfabetización femenina del 81,77%.